# Styloniscus simplex
Styloniscus simplex is een pissebed uit de familie Styloniscidae. De wetenschappelijke naam van de soort is voor het eerst geldig gepubliceerd in 1981 door Albert Vandel.